# Velîka Pavlivka, Zinkiv
Velîka Pavlivka (în ucraineană Велика Павлівка) este localitatea de reședință a comunei Velîka Pavlivka din raionul Zinkiv, regiunea Poltava, Ucraina.

## Demografie
Componența lingvistică a localității Velîka Pavlivka
     Ucraineană (99,12%)
     Alte limbi (0,89%)
Conform recensământului din 2001, majoritatea populației localității Velîka Pavlivka era vorbitoare de ucraineană (99,12%), existând în minoritate și vorbitori de alte limbi.